# Герб Варминьско-Мазурского воеводства
Герб Варминьско-Мазурского воеводства (пол. Herb Województwa Warmińsko-Mazurskiego) — один из официальных символов Варминьско-Мазурского воеводства Польши. Утверждён Постановлением Сеймика Варминьско-Мазурского воеводства № XXXIX/561/02 от 6 августа 2002 года.

## Описание
Описание герба Варминьско-Мазурского воеводства:

Герб Варминьско-Мазурского воеводства — трёхчастный щит с красными полями, двудольный в нижней части.
 В первом поле изображён Белый орёл в короне, с золотым клювом, такой же полосой на крыльях и такими же когтями.
 Во втором поле Агнец Божий серебряный (белый) с золотым нимбом с красным крестом внутри, истекающий кровью в золотую чашу, поддерживающий передней ногой знамя серебряное (белое) с красным крестом, установленное на золотом шесте, увенчанном таким же крестом.
 В третьем поле — чёрный орел с золотым клювом, с такой же полосой на крыльях и такими же когтями, с золотой короной на шее и опоясанный на груди такой же буквой «S».
Оригинальный текст (пол.)Herb województwa warmińsko-mazurskiego – tarcza trójdzielna o polach barwy czerwonej, dwudzielna w pas i dwudzielna w słup w dolnej części.

W polu pierwszym umieszczony jest Orzeł Biały w koronie, ze złotym dziobem, takąż przepaską na skrzydłach i takimiż szponami.
W polu drugim Baranek Boży srebrny (biały) ze złotą aureolą z czerwonym krzyżem wewnątrz, krwawiący do kielicha złotego, podtrzymujący nogą przednią chorągiew srebrną (białą) z czerwonym krzyżem osadzoną na drzewcu złotym zwieńczonym takimż krzyżem.

W polu trzecim czarny orzeł ze złotym dziobem, takąż przepaską na skrzydłach i takimiż szponami, ze złotą koroną na szyi, przepasany na piersi takąż literą S.— Herb Województwa Warmińsko-Mazurskiego.
В верхнем поле герба изображен польский орёл, в нижнем — Агнец Божий, символизирующий Княжество Варминьское и чёрный прусский орёл с буквой «S», символ Герцогства Пруссия.